# Weingut Willi Schaefer
Das Weingut Willi Schaefer befindet sich in der rheinland-pfälzischen Gemeinde Graach an der Mosel im Bereich Bernkastel (Mittelmosel) des deutschen Weinanbaugebiets Mosel. Das Weingut bewirtschaftet etwa 4,5 Hektar Rebfläche, die ausschließlich mit Riesling bestockt sind. Das Weingut ist Mitglied im Verband Deutscher Prädikatsweingüter (VDP).

## Geschichte

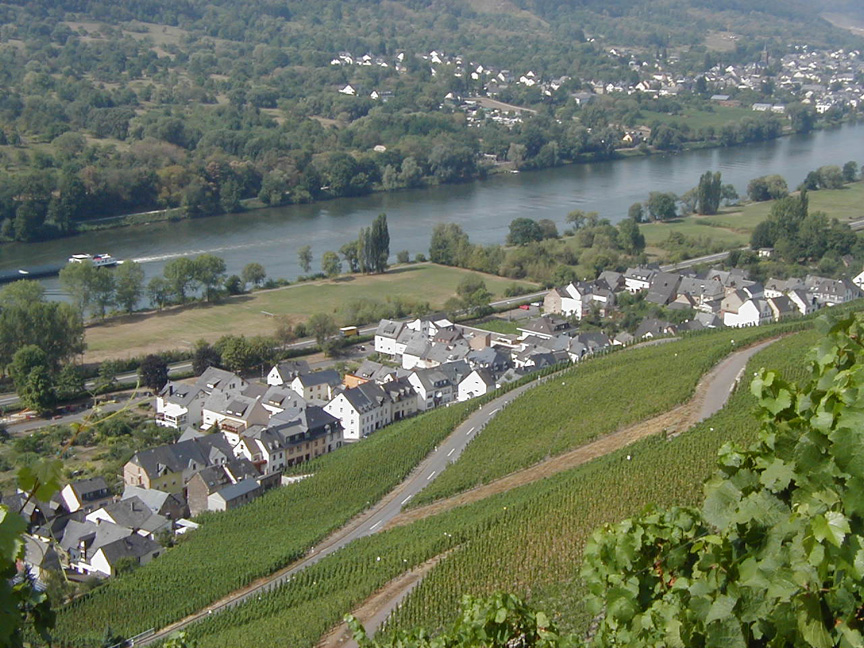
Weinberge über Graach

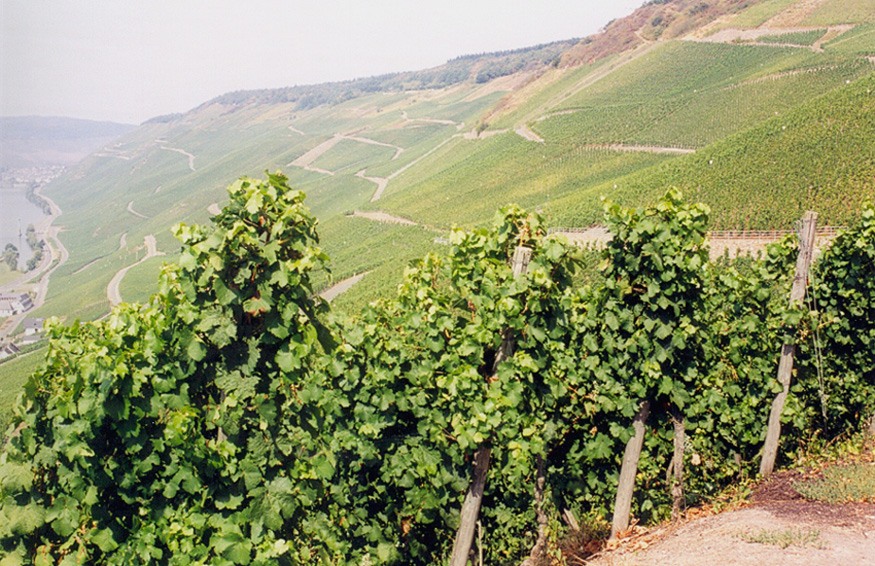
Weinberge bei Graach

Die Familie Schaefer kann ihre Wurzeln in Graach durch eine Schenkungsurkunde aus dem Jahr 1121 nachweisen. Willi Schaefer übernahm 1971 die önologische Verantwortung als Kellermeister.
Willi Schaefer wurde 1993 Mitglied des Vereins „Großer Ring VDP Mosel-Saar-Ruwer“. 1997 wurde das Weingut durch den Gault-Millau Weinguide als „Aufsteiger des Jahres“ nominiert.
Im Jahr 2002 stieg Sohn Christoph, „Geisenheimer“ Önologe, gemeinsam mit seiner Frau Andrea in das Familienweingut ein.

## Weinlagen und Rebsorten
Im Weingut werden vier Hektar Riesling (100 %) in extremen Hanglagen kultiviert. Die Einzellagen befinden sich im Graacher Himmelreich, Graacher Domprobst und der Wehlener Sonnenuhr. Nach Bewertung der Weinjournalisten Stephen Brook und Stephan Reinhardt kommen die besten Weine des Guts aus der Lage Graacher Domprobst. Die ältesten Reben sind etwa 60 Jahre alt und 60–70 % dieser Reben sind Direktträger, die niedrige Stockerträge aufweisen.
Die Moste vergären in traditionellen Fuderfässern. Die Jungweine liegen etwa sechs Monate auf der Feinhefe, bevor sie gefüllt werden.
Bei einem Durchschnittsertrag von 52 Hektoliter pro Hektar werden im Jahr etwa 35.000 Flaschen Wein erzeugt. Nur ein kleiner Anteil wird Trocken ausgebaut. Feinherbe bis liebliche Weine dominieren die Karte. Schaefer versucht die Weine möglichst aus gesundem Lesegut ohne starken Einfluss von Edelfäule zu erzeugen.

## Bewertungen (Auswahl)
- Gault Millau WeinGuide 2014: vier Trauben[9]
- Eichelmann 2009 *****[10]
- Platz 13 (Memento vom 2. Februar 2014 im Internet Archive) des Deutschen Riesling Cups 2013, Sponsor: Zeitschrift „Der Feinschmecker“